# Nertera
Nertera é um género botânico pertencente à família Rubiaceae.